# 费利克斯·布洛赫
费利克斯·布洛赫（德語：Felix Bloch，1905年10月23日—1983年9月10日），瑞士物理学家，1952年诺贝尔物理学奖获得者。1954-1955年，他担任欧洲核子研究中心第一任总干事。